# Camilla (chi ruồi)
Camilla là một chi côn trùng, ruồi xám có kích thước từ 2–3,5 milimét (0,1–0,1 in). Chúng thuộc họ Camillidae

## Các loài
- Camilla atrimana Strobl, 1910
- Camilla flavicauda Duda, 1922
- Camilla fuscipes Collin, 1933
- Camilla glabra (Fallén, 1823)
- Camilla nigrifrons Collin, 1933

Danh sách này không đầy đủ, bạn cũng có thể giúp mở rộng danh sách.